# Heidi Chocolat AG, Niemetz Schwedenbomben

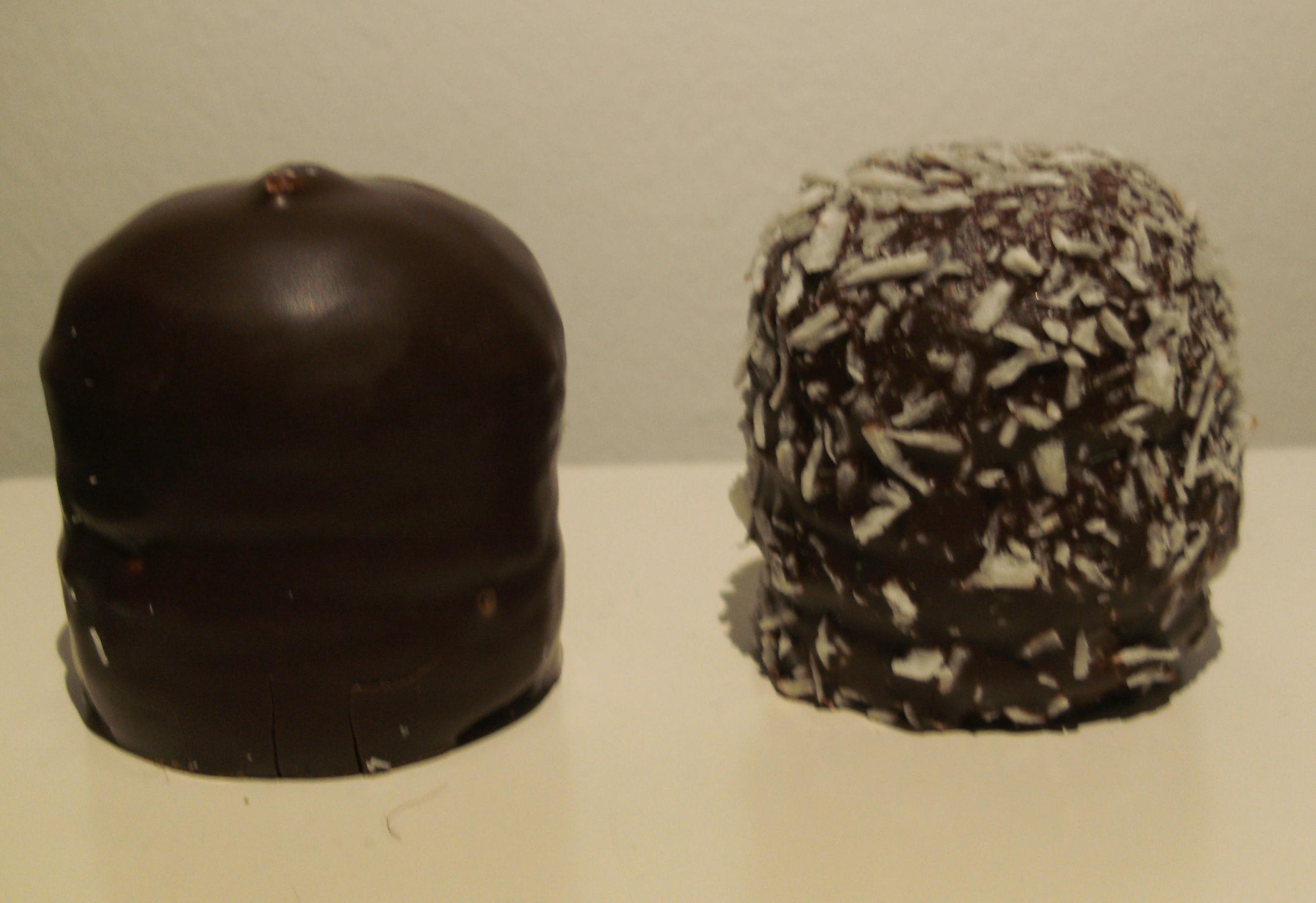
Niemetz Schwedenbomben

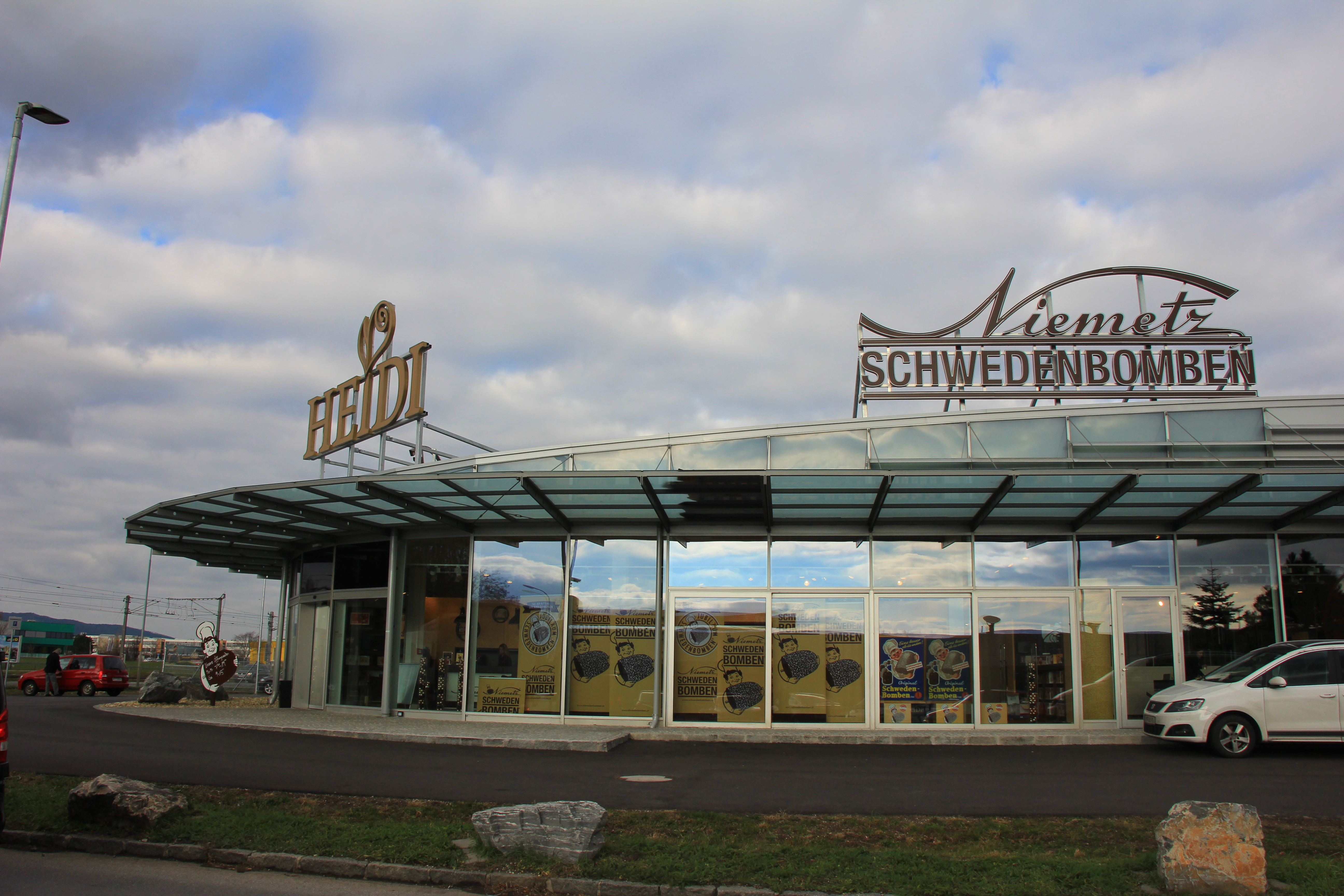
Neues Werk im IZ-Süd (November 2015)

Die Heidi Chocolat AG, Niemetz Schwedenbomben, vormals Walter Niemetz Süßwarenfabrik – Fabrikation von Zucker-, Schokolade-, Konditorei- und Dauerbackwaren GmbH & Co KG ist ein österreichischer Süßwarenhersteller.
Das auch als Walter Niemetz Süßwarenmanufaktur bekannte Unternehmen geht auf die von Edmund Niemetz im Jahr 1890 – in einer Zeit, in der die Wiener Kaffeehäuser entstanden – in Linz gegründete Café-Konditorei zurück. Im Mai 2013 wurde die Produktion an die schweizerische Heidi Chocolat AG verkauft, die über die rumänische Holding KEX Confectionery eine indirekte Tochter der österreichischen Meinl-Gruppe ist.
Bekannt ist Niemetz in Österreich vor allem für die Erzeugung von Schwedenbomben, von Manja (einem Haselnuss-Creme-Riegel mit kakaohaltiger Fettglasur) und von Swedy (einem Erdnuss-Creme-Riegel mit kakaohaltiger Fettglasur). Erzeugt wird nur in Wiener Neudorf, vertrieben werden die Produkte in fast allen Ländern Europas. Die ehemalige Konditorei Niemetz Konditorei-Café Linz wurde bis zum 27. November 2014 mit einer Filiale an der Ecke Fadingerstraße/Mozartstraße betrieben. In Salzburg befand sich bis 2019 mit dem Niemetz Konditorei-Café Salzburg eine ehemalige Zweigniederlassung am Herbert-von-Karajan-Platz 11.

## Geschichte
Edmund Niemetz’ Sohn Walter Niemetz gründete 1930 (nach anderer Quelle 1935) in Wien-Landstraße die Manufaktur. 1926 kreierte Walter Niemetz mit seiner Frau Johanna die Schwedenbombe.
Mit Anfang Jänner 1940 wurde die Walter Niemetz Süßwarenfabrik – Fabrikation von Zucker-, Schokolade-, Konditorei- und Dauerbackwaren OHG gegründet. Im April 2008 wurde die OHG in die heutige operative Firma Walter Niemetz Süßwarenfabrik – Fabrikation von Zucker-, Schokolade-, Konditorei- und Dauerbackwaren GmbH & Co KG umgewandelt, Komplementär ist die 2006 gegründete Niemetz Süßwaren Produktion GmbH.
1985 eröffnete Ursula Niemetz, die Tochter des Firmengründers Walter, in Salzburg das Konditoreicafe W. u. J. Niemetz zur Pferdeschwemme. 1989 ging sie nach New York und eröffnete dort eine Niederlassung zum Vertrieb von Süßwaren in Tiefkühlform.
Nach dem Tod des Vaters 1992 kehrte Niemetz nach Wien zurück und übernahm gemeinsam mit ihrem Lebensgefährten Steve A. Batchelor das Familienunternehmen. Dieser war seit 2011 Geschäftsführer und hielt 20 Prozent des Unternehmens. Ursula Niemetz hält 80 Prozent des Unternehmens. Auslandsgesellschaften wurden in Wolfratshausen in Deutschland (Niemetz GmbH) und in New York in den USA (Niemetz USA Inc.) betrieben.
Im Jahre 2012 geriet das Unternehmen in so gravierende finanzielle Schwierigkeiten, dass es seinen Mitarbeitern die Löhne nicht mehr auszahlen konnte. Kurz vor dem Jahreswechsel stellte schließlich das Finanzamt wegen Steuerschulden Konkursantrag, woraufhin Niemetz den Abschluss eines Sanierungsplans beantragte. Zunächst legte das Unternehmen einen Sanierungsplan mit einer Barquote von 20 % für die Gläubiger vor, zahlbar in zwei Jahren, erhöhte dann aber das Angebot auf eine Barquote von zunächst 75 % und schließlich 95 %, wohl deshalb, weil es zahlreiche Kaufinteressenten gab (unter anderem Manner und die Confiserie Heindl). Hierfür hätte das Unternehmen also Geld in Höhe von fast den gesamten Firmenschulden, nämlich knapp 4,2 Millionen Euro, aufbringen müssen. Da dies bis zur gesetzten Frist am 21. Mai 2012 nicht gelang, wurde das Konkursverfahren eröffnet. Sehr kurz darauf, nämlich bereits am 22. Mai, erwarb Heidi Chocolat die Insolvenzmasse für angeblich 5,25 Millionen Euro.
Nachdem das Gebäude von Niemetz noch zu Zeiten des alten Besitzers verkauft wurde und geräumt werden musste, übersiedelte Heidi Chocolat AG nach Wiener Neudorf in das Industriezentrum Niederösterreich Süd, wo seit 2016 die Produktion stattfindet. 2016 arbeiteten 100 Mitarbeiter im Unternehmen.
Es kam zu einem Rechtsstreit über die Verwendung des Namens Niemetz, den die Tochter des Firmengründers, Ursula Niemetz, weiterverwenden wollte. Heidi Chocolat hat diesbezüglich alle materiellen und immateriellen Güter gekauft.
Anfang 2017 kaufte Heidi Chocolat den Schokoladenhersteller Schwermer Dietrich Stiel und wandelte diesen in ein eigenständiges Tochterunternehmen um.
Im Jahr 2017 wurde eine umfassende Recherche zur Eigentümerstruktur der Heidi Chocolat AG veröffentlicht. Darin wurde aufgedeckt, dass unter Nutzung einer aufwendigen Schachtelkonstruktion die Eigentumsverhältnisse über Subfirmen auf den Cayman Island und in Malta verschleiert werden. Aufgekommen war dies durch die Paradise Papers.
Im Mai 2022 wurde der CEO Gerhard Schaller aufgrund einer Korruptionsaffäre seiner Frau, Sophie Karmasin, von Bernhard Kletzmair ersetzt. Schaller hatte das Unternehmen seit 2014 geleitet.
Ende 2022 schloss das Unternehmen den Luzerner Standort in der Schweiz, Teile der Produktion wurden von der Aeschbach Chocolatier AG übernommen. Laut Heidi Chocolat war der Grund für die Schließung hohe Energiepreise sowie zusätzliche Preissteigerungen in anderen Bereichen.